# Melker Ellborg
Melker Ellborg, né le 22 mai 2003 à Kalmar en Suède, est un footballeur suédois qui évolue au poste de gardien de but au Malmö FF.

## Biographie

### En club
Né à Kalmar en Suède, Melker Ellborg est formé par le IFK Berga avant de poursuivre sa formation avec le Malmö FF, qu'il rejoint à l'âge de quinze ans, en 2019. Le 8 décembre 2020, il signe un contrat professionnel avec le Malmö FF est promu en équipe première.
Le 14 janvier 2022, Ellborg est prêté à un autre club de Malmö, le IFK Malmö, pour une saison.
En janvier 2024, Ellborg rejoint le Trelleborgs FF sous la forme d'un prêt d'une saison. Le transfert est annoncé le 31 décembre 2023.
De retour au Malmö FF en janvier 2025 à la fin de son prêt à Trelleborgs, Ellborg prolonge son contrat avec son club formateur de quatre saison, soit jusqu'en décembre 2028.
Avec Malmö il fait ses débuts en Ligue des champions, jouant son premier match face au FC Iberia 1999. Il est titularisé, et son équipe s'impose par trois buts à un ce jour-là.

### En sélection
Melker Ellborg représente l'équipe de Suède des moins de 17 ans pour un total de deux matchs joués en 2019.